# 绥城县
绥城县又作绥成县，中国古县名。
东晋义熙年间置，治所在今福建省建宁县西南。属建安郡。隋朝开皇中废。唐朝武德四年（621年），以邵武县析置，隶属建州。贞观三年（629年）又废。垂拱四年（688年），又分邵武县及故绥城县地复置将乐县